# Canalul Bilciurești – Ghimpați
Canalul Bilciurești – Ghimpați, cu lungimea de 9 km, a fost finalizat în 1945 cu scopul de a aduce apă din râul Ialomița în râul Colentina, al cărui debit era insuficient pentru a alimenta salba de lacuri antropice create de-a lungul lui, în zona capitalei.
Apa captată în apropiere de localitatea Bilciurești se varsă în râul Colentina în amonte de lacul Chitila, în apropiere de Ghimpați.
Lucrările la barajul Bilciurești și canalul de aducțiune Ghimpați au fost începute în 1936. Canalul, cu secțiune trapezoidală, cu lățimea de 12 m la suprafața apei, cu fundul acoperit cu un strat de piatră compresată și un debit proiectat de 15 m³/s, a fost inaugurat în 1937.